# Шуберт Гамбета
Шуберт Гамбета (на испански: Schúbert Gambetta) е уругвайски футболист, защитник.

## Кариера
На 20-годишна възраст Гамбета става играч на Насионал Монтевидео. От 1940-1948 и 1950-1956 г. Шуберт Гамбета играе за Насионал, превръщайки се в това време 10 пъти шампион на Уругвай.
През 1949 г., Гамбета играе за Кукута Депортиво в Колумбия, събрал много звезди на световния футбол, включително и футболисти от националните отбори на Уругвай, Аржентина, Англия, Шотландия и други страни.
След завръщането си от Колумбия, пак играе в Насионал, където завършва кариерата си като футболист. През 1960 г. се връща за кратко като част от отбора Мар де Фондо.
Между 1941 и 1952 г. Шуберт Гамбета играе 36 мача за Уругвай и отбелязва 3 гола в тях. През 1950 г. става световен шампион, като той е един от малкото представители на Насионал в отбора, тъй като по-голямата част от играчите са от Пенярол по това време. Гамбета е и шампион на Южна Америка през 1942 г. През 1954 г., Шуберт е част от Световното първенство в Швейцария, но в последния момент се контузва и в последния момент в изключен от списъка.

## Отличия

### Отборни
Насионал Монтевидео
- Примера дивисион де Уругвай: 1940, 1941, 1942, 1943, 1946, 1947, 1950, 1952, 1955, 1956

### Международни
Уругвай
- Световно първенство по футбол: 1950
- Копа Америка: 1942